# Nickel 62
table
Le nickel 62, noté 62Ni, est l'isotope du nickel dont le nombre de masse est égal à 62 : son noyau atomique compte 28 protons et 34 neutrons avec un spin 0+, pour une masse atomique de 61,928 345 g/mol. Il est caractérisé par un excès de masse de −66 746 keV et une énergie de liaison nucléaire de 8 794,556 ± 0,007 keV par nucléon. Il s'agit d'un isotope stable, dont l'abondance naturelle est de 3,6346 %.
Le nucléide 62Ni est celui dont l'énergie de liaison par nucléon est la plus élevée de tous les noyaux atomiques : 8,794 6 MeV, contre 8,792 2 MeV pour 58Fe, 8,790 4 MeV pour 56Fe et 8,780 8 MeV pour 60Ni. C'est ce qui explique l'abondance relative du nickel et du fer dans l'univers, qui sont l'aboutissement des réactions de fusion nucléaire — réaction alpha et capture neutronique, notamment — au sein des étoiles, et en particulier durant l'explosion des supernovae.
Contrairement à une idée assez répandue, le noyau du fer 56 n'a pas l'énergie de liaison par nucléon la plus élevée de tous, mais a en revanche la plus faible masse par nucléons de tous les noyaux atomiques (930 174 keV/A, contre 930 186 keV/A pour le nickel 62) : ceci s'explique par le fait que le fer 56 compte une plus grande proportion de protons que le nickel 62, lesquels sont un peu plus légers que les neutrons (respectivement 938 272 013 eV et 939 565 560 eV).

## Articles liés
- Nickel
- Isotopes du nickel
- Table des isotopes
- Fer 56

| 1 | H  |    |    |    |    |    |    |    |    |    |    |    |    |    |    |    |    |    |    |    |    |    |    |    |    |    |    |    |    |    |    | He |
| 2 | Li | Be |    |    |    |    |    |    |    |    |    |    |    |    |    |    |    |    |    |    |    |    |    |    |    |    | B  | C  | N  | O  | F  | Ne |
| 3 | Na | Mg |    |    |    |    |    |    |    |    |    |    |    |    |    |    |    |    |    |    |    |    |    |    |    |    | Al | Si | P  | S  | Cl | Ar |
| 4 | K  | Ca |    |    |    |    |    |    |    |    |    |    |    |    |    |    | Sc | Ti | V  | Cr | Mn | Fe | Co | Ni | Cu | Zn | Ga | Ge | As | Se | Br | Kr |
| 5 | Rb | Sr |    |    |    |    |    |    |    |    |    |    |    |    |    |    | Y  | Zr | Nb | Mo | Tc | Ru | Rh | Pd | Ag | Cd | In | Sn | Sb | Te | I  | Xe |
| 6 | Cs | Ba | La | Ce | Pr | Nd | Pm | Sm | Eu | Gd | Tb | Dy | Ho | Er | Tm | Yb | Lu | Hf | Ta | W  | Re | Os | Ir | Pt | Au | Hg | Tl | Pb | Bi | Po | At | Rn |
| 7 | Fr | Ra | Ac | Th | Pa | U  | Np | Pu | Am | Cm | Bk | Cf | Es | Fm | Md | No | Lr | Rf | Db | Sg | Bh | Hs | Mt | Ds | Rg | Cn | Nh | Fl | Mc | Lv | Ts | Og |